# Dolichocodia erratilis
Dolichocodia erratilis là một loài ruồi trong họ Tachinidae.